# Oskar Schwär
Oskar Hermann Schwär (* 11. Januar 1890 in Dürrhennersdorf; † 13. August 1968 in Dresden) war ein deutscher Volksschullehrer, Heimatdichter und -forscher der Oberlausitz. Max Zeibig bezeichnete ihn 1934 als der markanteste Vertreter Oberlausitzer Heimatdichtung.

## Leben und Werk
Schwär stammte aus der Oberlausitz, der er sein Leben lang treu blieb. Er war der älteste Sohn eines Handwebers und Kleinbauern. Nach dem Schulbesuch schlug er eine Lehrerausbildung von 1904 bis 1910 am Lehrerseminar in Löbau ein, ging dann ein Jahr in Bautzen zum Militär und zog 1911 nach Dresden-Tolkewitz, wo er Lehrer an der dortigen Volksschule wurde. Neben seiner Tätigkeit als Lehrer verfasste er mehrere Erzählungen, Romane und Dramen. Zu seinen bekanntesten Werken zählt das Volksstück „Karaseck“. 1936 war er als Vorsitzender der Gesellschaft für Lausitzer Schrifttum einer der Preisrichter des Mundarten-Wettbewerbes des Heimatwerkes Sachsen und veröffentlichte auch in den folgenden Jahren mehrfach Beiträge zur Oberlausitz für das Heimatwerk Sachsen. Im Fichte-Jahr 1937 war Schwär aktiv an den Feierlichkeiten beteiligt und verfasste das Buch „Leben des Deutschen Johann Gottlieb Fichte“.
Aufgrund seiner Nähe zum Nationalsozialismus musste Schwär nach Ende des Zweiten Weltkrieges 1945 seinen Beruf als Volksschullehrer aufgeben. Er widmete sich fortan der Heimatforschung und schriftstellerischen Tätigkeit. Nach Gründung der DDR wurde er Mitglied des Schriftstellerverbandes der DDR. Sein Manuskript „Oberlausitzer Geschichten von Paschern und Räubern“ ging verloren. 
Seine Urne wurde 1968 im Urnenhain Tolkewitz beigesetzt.

## Ehrungen
- Ehrenabend der Schlesischen Gesellschaft für Schrifttum in Görlitz (1940)
- Ehrenmitglied der Volksspielgemeinschaft Großschönau (1960)
- Gedenktafel am Geburtshaus Mühlgraben Nr. 3 (früher Nr. 23) in Dürrhennersdorf
- Verleihung seines Namens an die Schule in Dürrhennersdorf

## Weitere Publikationen Schwärs
- Wir Oberlausitzer. Ein Hausbuch Oberlausitzer Dichtung. Verlag B. Ostermann, Lauban, 1933